# ホーフス氷河

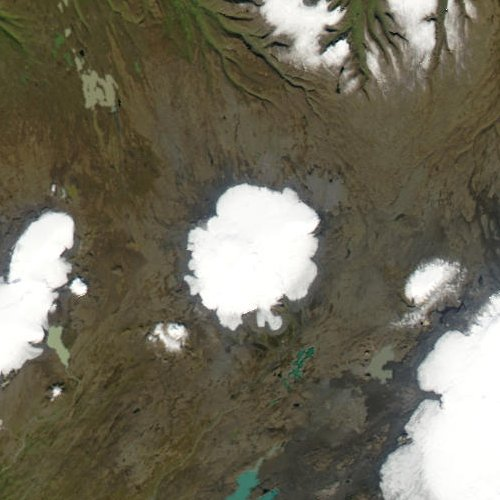
ホーフス氷河の衛星写真。

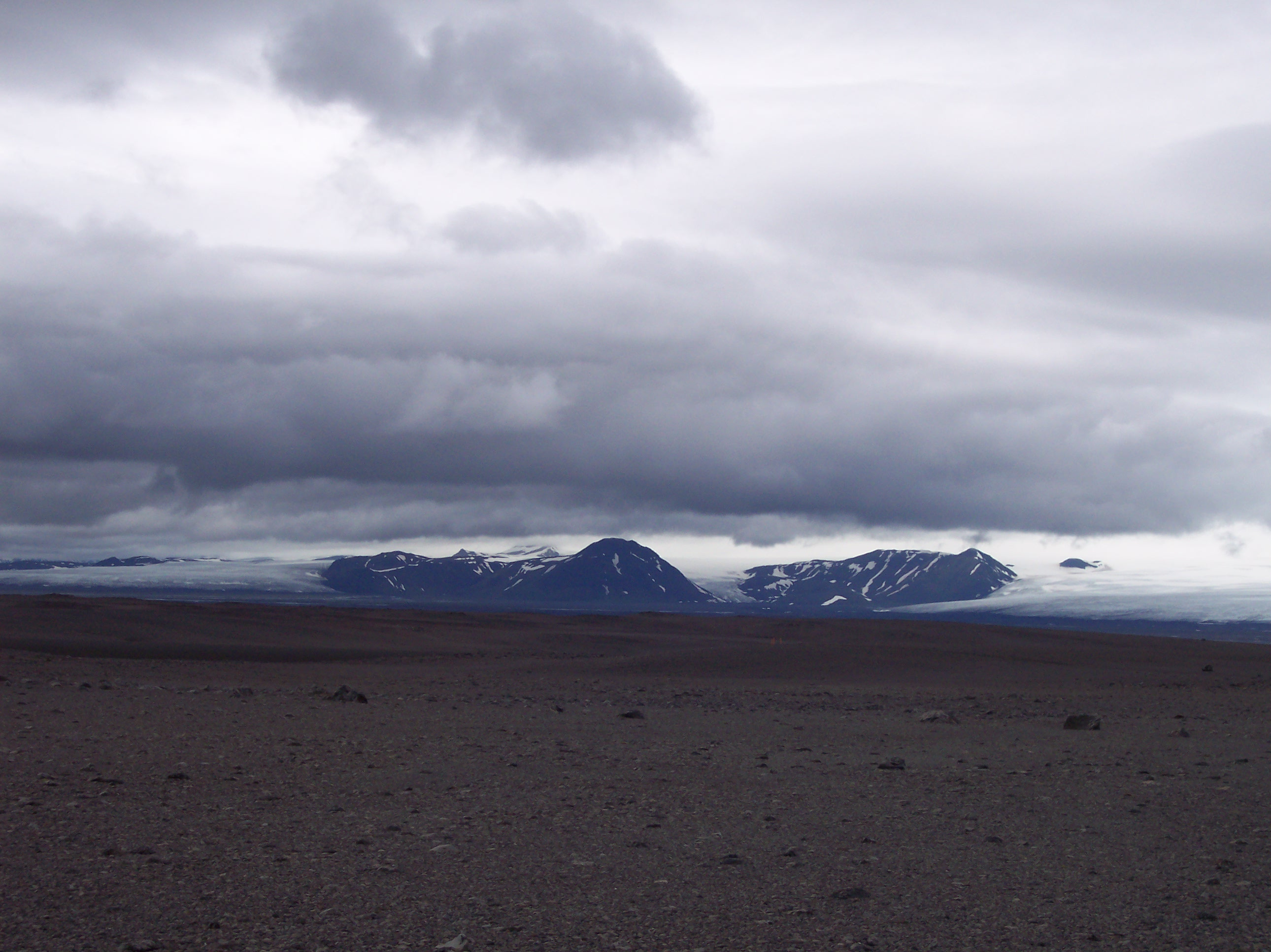
中央には大アルトナール山（Arnarfell hiðmikla, アルトナールフェットル・ヒズ・ミクラ、「鷲の大きな山」の意）が、左にはムーラ氷河（Múlajökull）、右にはソウルスアウル氷河（Þjórsárjökull）が写っている。

ホーフス氷河（アイスランド語: Hofsjökull, 「聖堂の氷河」の意）は、アイスランドにある氷河。
1. 北緯64度49分 西経18度49分 / 北緯64.817度 西経18.817度 にある同国第3の氷河。以下で詳述。
2. 北緯64度35分 西経15度02分 / 北緯64.58度 西経15.03度 にある小氷河。アイスランドの南東部、ヴァトナ氷河の最東端の氷河舌であるアクサ氷河（アイスランド語: Axajökull）と、スラウンダル氷河（アイスランド語: Þrándarjökull）の間にある。面積は 4 km2 程度。

座標: 北緯64度49分 西経18度49分 / 北緯64.817度 西経18.817度
ホーフス氷河（アイスランド語: Hofsjökull, 「聖堂の氷河」の意）とは、アイスランドにある氷河である。同国内で、ヴァトナ氷河、ラウング氷河に続き、3番目の広さを誇っている。また、同国内で最も広い活火山でもある。
アイスランド中央高地の西、キェルトリンガル山脈（アイスランド語: Kerlingarfjöll）の北に位置し、ヴァトナ氷河とラウング氷河に挟まれている。面積は 925 km2、最高点の標高は 1,765 m に達する。氷河の下にある火山は楯状火山であり、カルデラを有している。
ホーフス氷河は、アイスランド最長の川であるショウルス川（アイスランド語: Þjórsá）など、いくつかの川の水源となっている。